# Bodonal de la Sierra
Bodonal de la Sierra – gmina w Hiszpanii, w prowincji Badajoz, w Estramadurze, o powierzchni 68,37 km². W 2011 roku gmina liczyła 1135 mieszkańców.